# 漢布林 (加利福尼亞州)
漢布林（英語：Hamblin）是位於美國加利福尼亞州金斯縣的一個非建制地區。該地的面積和人口皆未知。

## 地理
漢布林的座標為36°19′47″N 119°36′35″W / 36.32972°N 119.60972°W，而該地的平均海拔高度為76米（即249英尺）。